# فلیکس آدریان کوربر
فلیکس آدریان کوربر (انگلیسی: Felix-Adrian Körber؛ زادهٔ ۸ فوریهٔ ۱۹۹۳) بازیکن فوتبال اهل آلمان است.
از باشگاه‌هایی که در آن بازی کرده‌است می‌توان به باشگاه فوتبال هایدنهایم اشاره کرد.